# 1228 dans les croisades
Cette page regroupe les évènements concernant les Croisades qui sont survenus en 1228 :
- janvier : Mort de Robert de Courtenay. Son frère Baudouin II de Courtenay, mineur, lui succède[1].
- 4 mai : mort en couches d'Isabelle II de Brienne, reine de Jérusalem[2].
- 28 juin : Frédéric II part en Croisade[1].
- 21 juillet : Frédéric II, en route pour la Terre sainte débarque à Chypre. Il déclare assurer la régence du royaume et en dépouille Jean d'Ibelin, ce qui mécontente une grande partie de la noblesse chypriote[1].
- été : Humbert de Beaujeu ravage les environs de la ville de Toulouse (croisade des Albigeois)[3].
- 3 septembre : Frédéric II quitte Chypre pour la Terre sainte[1].
- 7 septembre : Frédéric II débarque à Saint-Jean-d'Acre[1].
- novembre : Soumission d'Olivier de Termes et Pons de Villeneuve[3].